# Les Vignerons libres
 (janvier 2010).
Si vous disposez d'ouvrages ou d'articles de référence ou si vous connaissez des sites web de qualité traitant du thème abordé ici, merci de compléter l'article en donnant les références utiles à sa vérifiabilité et en les liant à la section « Notes et références ».
Les Vignerons libres est la première cave coopérative viticole de France située à Maraussan.
Cette cave est célèbre grâce à la visite de Jean Jaurès et elle est inscrite aux monuments historiques.

## Histoire

### La situation économique à la fin duXIXesiècle
Vers 1800, au lendemain de la Révolution, les terres de Maraussan, commune de l’Hérault non loin de Béziers appartiennent principalement à quatre familles nobles : le comte de Perdiguier, monsieur de Rouvignac, monsieur d'Ulm possédant le tènement de la Treille et le comte de Nant vraisemblablement propriétaire du domaine de Lézigno. Le cépage dominant est le muscat. Des gens descendus de la montagne et travaillant au mois, d'où le terme de mesadiers, vivent alors dans les dépendances des châteaux et effectuent les travaux de la vigne et du domaine. Mais vers 1840-1850, la création des compagnies de chemin de fer attire une main d'œuvre désireuse d'obtenir des salaires plus élevés. Parallèlement survient la crise du phylloxéra entraînant la disparition des cépages nobles et incitant les quatre propriétaires Maraussanais à vendre pour investir dans les grandes compagnies ferroviaires. Une nouvelle situation économique et sociale apparaît. Les plants américains sont introduits sur le marché et les terrains inondables des bords de l'Orb ayant résisté au phylloxéra, fournissent en quantité un vin issu du cépage aramon qui est loin d'égaler la finesse et le goût du muscat. 
Les quatre nobles vendent à une dizaine de gros propriétaires venus des villes voisines, mais les ouvriers agricoles des Domaines achètent aussi de petites parcelles qu'ils agrandissent par la suite. Ces derniers s'occupent de leurs terres après avoir effectué leur journée chez le patron et deviennent familiers des techniques de la taille et du greffage afin d'arrondir leur fin de mois. C'est avec l'apparition de ces propriétaires ouvriers que le projet coopératif allait apparaître au tournant du XIXe siècle.

### 1901: La première coopérative vinicole de vente
Dès 1901, 128 viticulteurs de Maraussan  (qui en compte officiellement 280) se regroupent. Le 23 décembre 1901 se crée ainsi la première coopérative viticole de France avec pour devise la consigne Dumasienne de ralliement, « Tous pour un, un pour tous ». 
Aussitôt les moyens nécessaires pour constituer un réseau de vente indépendant des négociants sont recherchés. Un magasin est loué à un coopérateur, cinq foudres et une pompe prêtés par des administrateurs et, aux premières réunions du conseil d'administration, la table est empruntée à un voisin, chacun amenant sa propre chaise.
Le projet est porté par deux personnes, Élie Cathala et Maurice Blayac. Ce dernier, épris de justice sociale, est président de la coopérative de sa création jusqu'en 1944.  Élie Cathala, militant syndicaliste de Béziers, socialiste et républicain devient la clé de voûte du système en intervenant comme « agent commercial ». Rémunéré à la commission, il démarche et multiplie les contacts. La presse parisienne et régionale intéresse ses lecteurs à cette expérience. Parallèlement, les efforts publicitaires sous forme de prospectus, circulaires, buvards, cartes postales abondamment diffusés aident à sortir la Cave de l'anonymat. Une commission de dégustation définit les classes de qualités et fixe le prix de vente pour chacune d'entre elles. Elle classe les échantillons proposés d'après un vin « type », compte tenu des degrés, couleur, « bonté » et qualité de la vinification.
Les Vignerons Libres de Maraussan trouvent leur premier client important à Bercy et signent un engagement de représentation et de vente exclusive de ses produits avec un négociant, Mr Collet. Ce dernier est très introduit dans les coopératives de consommation parisiennes et parmi celles-ci auprès de La Bellevilloise. Il propose frauduleusement par la suite d'autres produits vinicoles sous le couvert de ce même contrat.
Confondu par plusieurs membres du conseil de la Cave au cours d'un congrès, il voit son contrat résilié. Dès lors La Bellevilloise s'engage à traiter directement avec la Cave Coopérative de Maraussan, et en assure même la promotion auprès de la Fédération Coopérative de Paris qui regroupe 32 sociétés qui deviennent clientes à leur tour. Des dépôts sont créés à Charenton, La Rochelle et Toulouse. Ce réseau est étoffé par des coopératives de consommation en province, auxquelles s'ajoutent des clients particuliers.
Grâce au chemin de fer qui leur permet d'accéder au marché parisien, les viticulteurs de Maraussan vendent dès 1905, huit fois plus à Paris que dans le reste de la France. Plus tard, en 1906 ils achètent des wagons-foudres et installent la Cave de vinification près de la gare de Maraussan, aujourd'hui disparue.
Le mouvement coopératif ouvrier se développe alors en France et les Vignerons Libres s'y inscrivent naturellement. Ils privilégient la recherche de leurs clients dans ce milieu. La cave coopérative adhère en 1902 à la Bourse des Coopératives Socialistes qui regroupe déjà les coopératives de consommation et de production de produits autres que le vin (lait, fromage, etc.).

### 1901-1905: Premiers résultats encourageants
Les vignes de Maraussan et ses environs ont été dévastées pendant les années 1870 et en particulier en 1877. Depuis, elles ont été replantées avec des cépages très productifs, greffés sur plants américains. On produisait alors un vin issu des cépages Aramon, Carignan, Alicante-Bouschet pour les vins rouges, et Terret Bourret pour les vins blancs. A la crise du phylloxéra, dont la conséquence essentielle est la disparition des vignobles du Nord de la France, succède l'organisation d'une surproduction massive du Sud de la France, afin de répondre à la demande du marché national. Mais cela se fait au détriment des vins de qualité.
Chez Les Vignerons Libres l'arrivée de nouveaux coopérateurs chaque année et la confirmation des débouchés économiques, assurent une croissance soutenue. De 1902 à 1905, le nombre d'adhérents passe de 118 à 245, et les quantités expédiées de  5.520 hl à 36.781 hl. Les consommateurs-coopérateurs,  outre le droit de regard qu'ils ont sur la comptabilité, se voient ristourner 25 % des bénéfices et leurs représentants sont invités à une fête annuelle organisée par la cave coopérative. 20 % de ces bénéfices sont réservés à la promotion du mouvement coopératif.

### 1905-1907: La construction de la cave de vinification
L'activité se développant, les chais loués deviennent insuffisants. Les coopérateurs construisent les bâtiments de la cave de 2 500 m2  inaugurée en présence de Édouard Anseele, député belge et dirigeant de la Fédération des Coopératives de Belgique.
Au fronton du bâtiment utilisé pour les vendanges, les coopérateurs affichent leur projet économique. L'ancienne devise historique des mousquetaires est transformée pour mieux rendre compte de l'idée d'engagement de l'individu dans une entreprise collective : « Tous pour chacun, chacun pour tous ».
Le projet est alors compatible avec la conjoncture favorable aux vins de grande consommation du Sud de la France. En outre la création de la cave doit permettre une qualité suivie d'une récolte à l'autre. En effet, la vinification collective de la production de chaque coopérateur permet d'obtenir une production homogène et de qualité qui échappe aux critiques fréquentes à l'époque de sucrage. Garantir la qualité exige de vinifier sur place une partie de la production et de posséder ses propres moyens de stockage. La Cave possède une capacité de stockage de 15 000 hl mais ne permet de vinifier que 5 000 hl par an. À l'époque la majorité des adhérents vinifient leur vin chez eux. La vinification coopérative intervient en fait pour réguler la qualité produite, en aidant les petits propriétaires. Ceux-ci peuvent alors porter tout ou partie de leurs raisins à la cave. Ainsi un seuil maximum est fixé : environ 70 coopérateurs peuvent amener 70 hl chacun, soit l'équivalent d'un hectare de vigne environ. Le stockage est réalisé grâce à 10 000 hl de cuves en béton et 5 000 hl de foudres en bois. Mais plus de 60 % du stockage s'effectue toujours chez le propriétaire. En 1906 la coopérative commercialise 49 220 hl, et plus de 50 000 hl les trois années suivantes. La volonté de privilégier les modes de commercialisation moderne influence directement le choix du lieu d'implantation de la Cave. Celle-ci a été construite à 30 mètres de la voie ferrée en surplomb de façon à pouvoir remplir les wagons par gravitation sans pompage. Toute proche de la gare, une voie ferrée spéciale de livraison a été construite sur 90 mètres. Dès 1906, la Cave achète cinq wagons foudres et commercialise 80 % de son vin en région parisienne. Progressivement l'expédition en province augmente : dès 1908 elle représente 50 % des ventes. La nécessité de laisser reposer le vin après un long transport oblige la coopérative à s'équiper sur le dépôt de Charenton de 10 foudres de 200 hl. C'est de ce point de réception que s'effectue la répartition vers les autres points de vente de la région parisienne. L'année 1906 verra l'acquisition d'un nouvel entrepôt situé au Mans. La Cave constitue également son stock de futailles complémentaires et sa propre cavalerie composée de chevaux de trait et d'un âne, la traction animale étant la seule source d'énergie accessible aux petits propriétaires.

### Retour à l'individualisme à partir de 1907

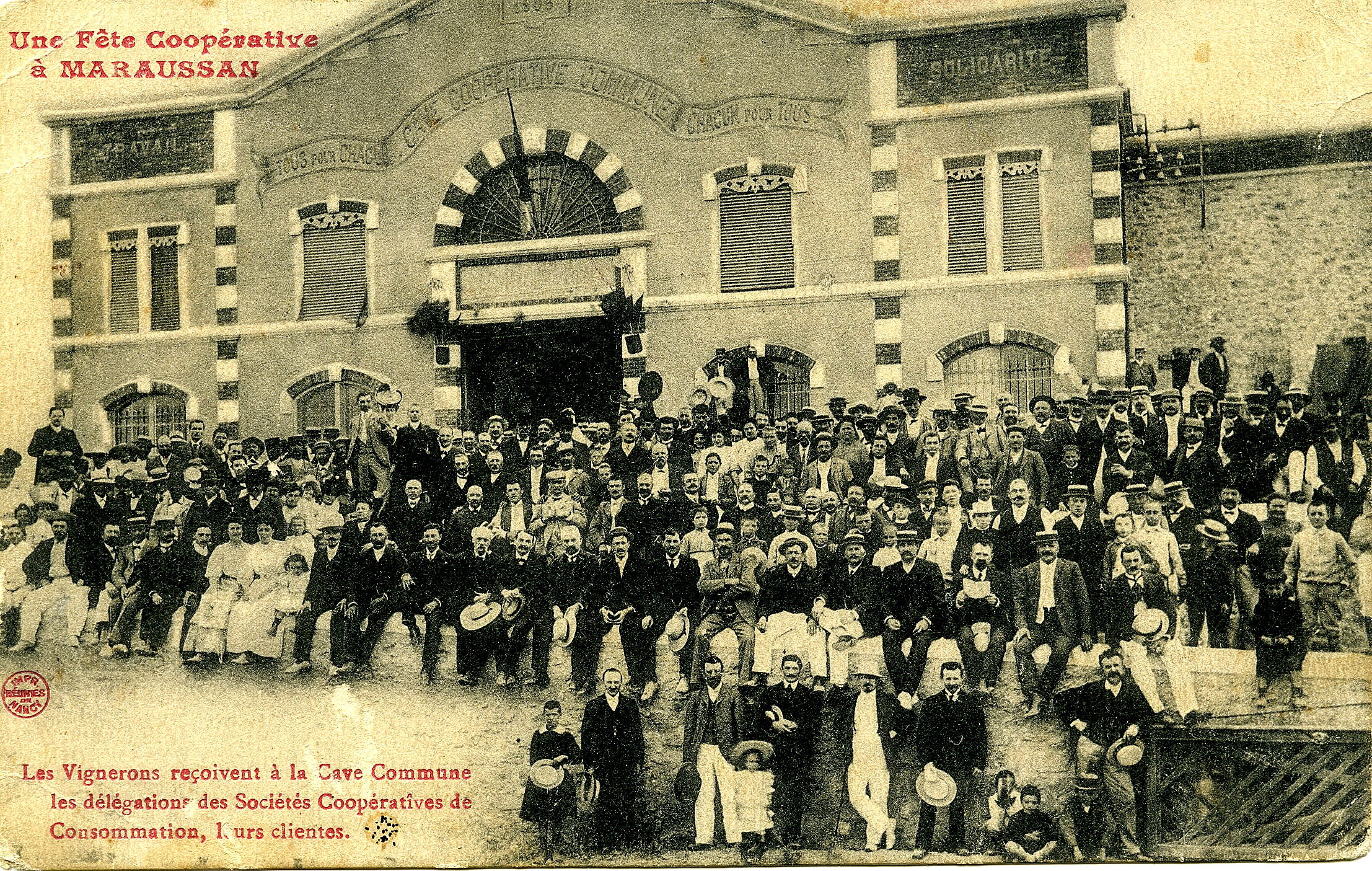
Les vignerons reçoivent a la cave les délégations des sociétés Coopératives de Consommation.

1907 est l'année des grandes manifestations viticoles dans la région en réaction à une nouvelle crise de surproduction et à des chutes de prix importantes. L'autorisation de sucrage donnée au vin du Nord est sévèrement condamnée par les manifestants du midi. La cave coopérative des Vignerons Libres partage ce jugement. La campagne de 1908 enregistre tout de même une augmentation des ventes en volume : 1 500 hl.
Cependant le mécontentement existe au sein même des coopérateurs. Certains contestent le principe fondateur du prix fixé à l'année. Ce mécanisme avait permis jusqu'à présent de sceller la communauté d'intérêt des Vignerons Libres. Mais il présente aussi ses inconvénients. Lorsque les cours montent pendant l'année et deviennent supérieurs au prix fixé, les vignerons estiment qu'il y a pour eux un manque à gagner. Ils sont alors tentés de vendre directement aux négociants puisqu'ils n'ont pas l'obligation d'apporter la totalité de la récolte à la cave. Lorsque les cours baissent influencés par la sur production, la Cave ne peut plus vendre aussi facilement, même à ses clients les plus fidèles, qui réclament une ristourne et décident parfois de se fournir ailleurs. Ce fut le cas en 1907. La crise interne à la Coopérative éclate au printemps 1907. Des critiques se manifestent dans ce sens et le Conseil d'Administration est obligé de solliciter un vote de confiance qu'il obtient à l'unanimité. L'activité de la Cave peut alors continuer, toutefois les tonnages vendus stagnent. En 1908 est créé le journal Le Vigneron Libre pour promouvoir la structure coopérative encore peu répandue à cette époque, en expliquant son fonctionnement et en tenant au courant les lecteurs des évolutions. De nouveaux dépôts sont encore créés à Saint Junien, Chalus, Sainte Florine et Lagny.

### Le développement du mouvement coopératif vinicole dans le sillage des  Vignerons libres de Maraussan
Les Vignerons libres ont créé la première coopérative vinicole de France. Mais en 1908 ils ne sont plus seuls : le mouvement coopératif s'est développé et structuré. Dans les quinze années qui suivent la fondation de la Cave de Maraussan, 79 caves coopératives vinicoles voient le jour, dont 27 en Languedoc-Roussillon. Entre 1920 et 1939, 750 coopératives vinicoles sont créées dont 350 en Languedoc-Roussillon. La structuration du mouvement coopératif se poursuit à l'échelle nationale, portée par la Fédération des Caves qui est créée en 1905. On privilégie le niveau départemental : les départements qui possédaient un nombre important de Caves Coopératives s'organisent en Fédération Départementale. En 1932, les Fédérations Départementales s'unissent dans la Confédération Nationale des Coopératives Vinicoles de France. L'objectif est de resserrer les liens entre les coopératives tout en défendant leurs intérêts économiques, sociaux et moraux. La Confédération Nationale des Caves Coopératives devient l'interlocuteur privilégié des gouvernements successifs. Elle est également en mesure de fournir les renseignements d'ordre technique et juridique à ses adhérents.

### 1908-1914 Adaptations commerciales et organisatrices

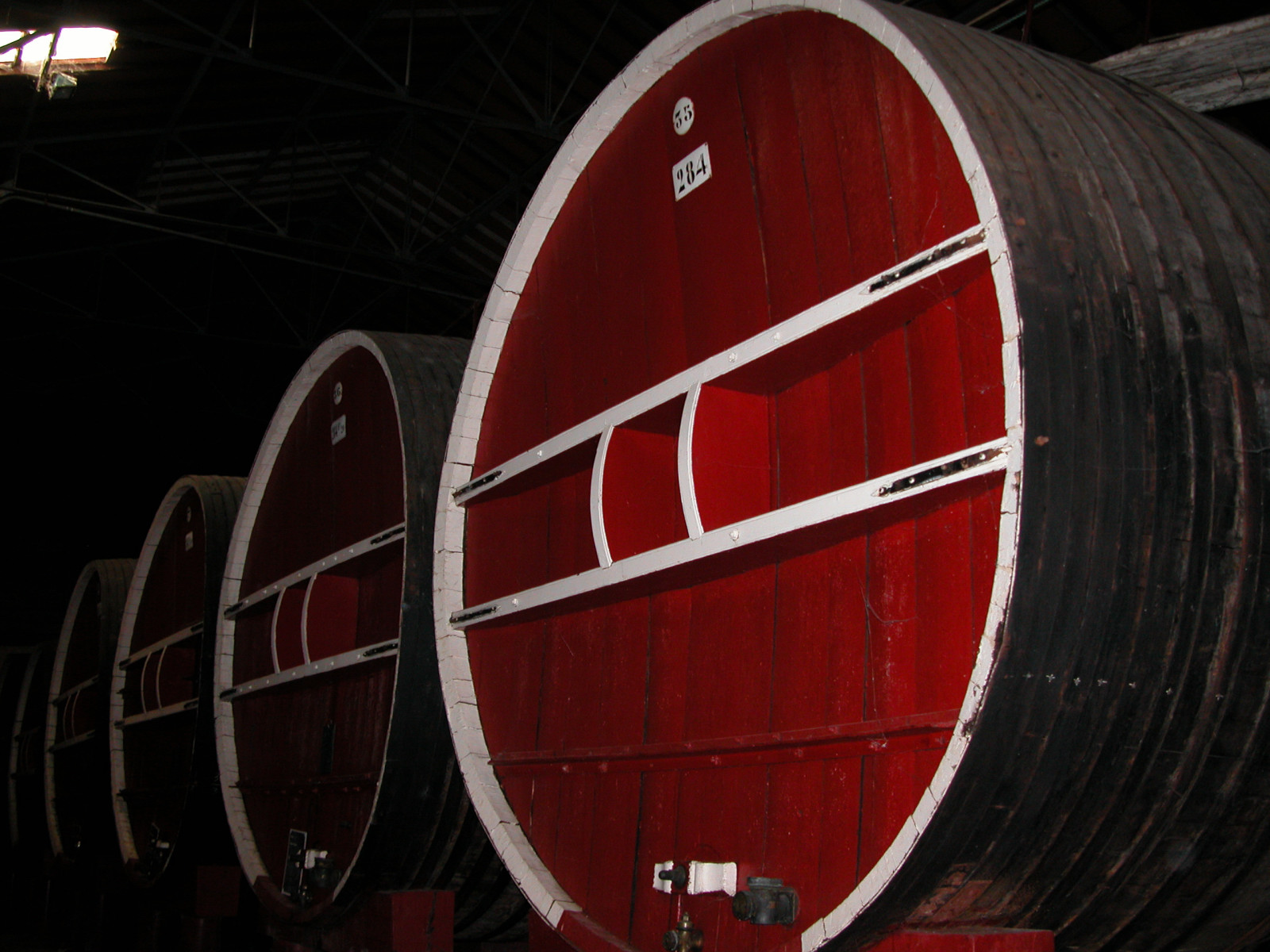
Les Foudres centenaires

Il faut en priorité s'adapter à l'accentuation de la concurrence : en 1908, huit coopératives méridionales de production étaient adhérentes de la bourse des coopératives. Le magasin de gros parvint à détacher deux d'entre elles de la fédération des sociétés vinicoles du midi. Il obtint de ces deux dernières de meilleurs prix et créa une concurrence et une tension entre les coopératives. Un redéploiement commercial s'opère alors. Le relais parisien du dépôt de Charenton existe toujours mais désormais un contrat lie la Cave et les « Magasins de gros » qui s'engagent à écouler 30 000 hl par an sur Paris et sa région. La distribution parisienne est en baisse avec 28 393 en 1908 (face à 36 273 hl en 1907), mais l'expansion de la commercialisation en province permet une croissance continue des ventes. On exporte même vers la Suisse (750 hl). Les Vignerons Libres vendent désormais autant en province qu'à Paris.
Les modes de distribution se diversifient. L'essentiel reste la vente en vrac mais on[Qui ?] s'attache une clientèle bourgeoise en province grâce à la « vente à la barrique ». La vente directe en bouteilles capsulées et estampillées au nom des Vignerons Libres commence. Enfin, trois nouveaux dépôts sont créés : « la Prolétarienne » à Romans, « L'Espérance » à Biarritz, « L'Aurore » à Oyonnax. Ces dispositions permettent le maintien des prix et sont conformes au caractère originel de la coopérative de vente. Une réforme interne vise alors à privilégier l'entrée des petits coopérateurs dont les vignes produisent moins de 125 hl (soit environ < 2 ha). Cette mesure s'ajoute aux dispositions qui depuis 1905 permettent aux adhérents de vinifier à la cave.
En 1909 alors que la capacité de la cuverie ne progresse pas, l'augmentation du nombre d'adhérents oblige à une nouvelle réduction de l'apport individuel de vendanges fraîches. À la création de la coopérative cet apport était de 70 hl. Il sera ramené à 60 hl, puis à 50 hl, pour être fixé alors à 40 hl. De plus, les nouveaux adhérents ne sont admis que s'ils récoltent moins de 125 hl. Cette dernière disposition va dans le sens de ce que souhaitent les coopératives de consommation. Ces limitations ont pour effet l'augmentation du nombre de « coopérateurs partiels ».
Cette même année la hausse des cours ne va pas sans créer de nouveaux problèmes. Contre l'accord avec les clients avec qui avait été déterminé le prix de la campagne et qui refusent toute augmentation, certains adhérents passent outre leurs engagements moraux : oubliant les services rendus par la Cave, ils traitent directement avec les négociants. Dans le Midi, la multiplication des caves coopératives se fait souvent sans grande préparation. Mais l'expérience et la qualité des produits de la Cave de Maraussan permettent de maintenir les prix à un niveau supérieur à celui du commerce en général. De nouveaux dépôts sont créés à Wignehies (Nord) et Guise. Les Vignerons Libres possèdent alors 32 entrepôts ou dépôts.

### 1914-1918: La guerre
Jusqu'au début de la Grande Guerre, la Cave des Vignerons Libres de Maraussan maintient son activité. Cela lui permet de faire face aux aléas des crises externes (surproduction, concurrence déloyale d'autres exploitants) et internes (variation intempestive des cours, non-respect des règlements).
Lorsque survient la guerre de 1914-1918 la situation est donc satisfaisante. La récolte de 1914 est abondante et les vignerons du Midi font don de plus de 200 000 hectolitres de vin à l'armée pour « soutenir le moral de la troupe ». Avec ce don, les vignerons font un « coup-marketing » avant la lettre, sans doute plus efficace qu'une coûteuse campagne publicitaire. Alexandre Millerand, alors ministre de la Guerre, prend peu après la décision d'en distribuer régulièrement aux soldats. Pour de nombreux militaires venus de régions non viticoles, c'est l'apprentissage d'une nouvelle boisson qui va vite remplacer le cidre ou la bière du repas ordinaire. Dès lors, la consommation de l'armée devient très importante : plus de 12 millions d'hectolitres. La mobilisation générale crée de nombreux vides dans les foyers de Maraussan et notamment parmi les adhérents de la Cave. Les dépôts dans les zones de combat doivent fermer et les wagons-foudres sont réquisitionnés pour faire face aux besoins de transport civil et militaire.

### Après la Grande Guerre: la normalisation progressive du projet coopératif
Malgré les pertes subies dans divers entrepôts et les conditions de travail toujours plus difficiles, la poignée de coopérateurs restants était parvenue pendant cette guerre à équilibrer les comptes. Mais une fois le conflit mondial terminé, la réorganisation du fonctionnement de la Cave intervient dans des conditions très différentes de celles qui président au projet pionnier de 1901. Les Vignerons Libres font désormais partie du mouvement national des Caves Coopératives. La Cave doit s'identifier à ce mouvement, avec sa particularité d'être avant tout une coopérative de vente plutôt qu'une coopérative de vinification. De fait sa capacité initiale de vinification -5 000 hl/an- est restée inchangée. La mise en conformité des statuts avec les dispositions de la loi sur les coopératives s'impose.
Dans le climat fervent de l'immédiate après-guerre, il est décidé que tout français ou étranger ayant eu un fils combattant, pourra adhérer à la Cave sans tenir compte de critères particuliers ou confessionnels. Le droit d'entrée est fixé à 1 franc l'hectolitre pendant cinq ans, sur la totalité de la récolte pour tous les nouveaux adhérents. Ces droits sont acquis par la coopérative et donc perdus pour les adhérents, et portés sur un compte de réserves. Les aménagements matériels se font par la suite en fonction des évolutions de conjoncture du marché viticole.
En 1920 on installe une distillerie coopérative ouverte à tous, adhérents ou non de la cave coopérative. Elle s'avère non rentable et sera fermée en 1941. En 1937 la « cavalerie », dont le coût de revient est trop élevé, est supprimée. Les transports de vins sont depuis confiés à un camionneur rémunéré au forfait. Les bâtiments sont agrandis à plusieurs reprises : 1951 pour permettre une capacité de stockage de 13 000 hl ; en 1959 pour installer une cuverie nouvelle, un égouttoir et un pressoir continu.
Avec les années qui passent, le nombre d'adhérents augmente malgré l'évolution en dents de scie du cours du vin. Depuis 1959 la décision est prise de ne plus accepter d' adhérents partiels suspects de ne pas apporter à la coopérative la meilleure qualité de leur production. Tous les coopérateurs doivent désormais amener la totalité de leurs vendanges.
Ainsi, avec l'extension de l'activité par le développement de la capacité de stockage, la Cave devient une coopérative moyenne. Cette normalisation progressive fait que l'histoire de la Cave des Vignerons Libres se conjugue désormais avec celle des coopératives languedociennes. Il y aura des moments de doute : l'apparition de surplus liés au développement du vignoble algérien dans les années 30 ; la montée en puissance de la production d'autres pays sud européens à partir de la fin des années 60 ; la mise en application des mesures d'arrachage promues dans le cadre de la Politique Agricole Communautaire. Mais aussi des épisodes de lutte (1954,1975), et des initiatives de renouveau. Ainsi à partir de la seconde moitié des années 70, la Cave se lance dans plusieurs opérations d'amélioration de sa capacité de production : rénovation des quais avec l'installation de systèmes électroniques de pesage et de mesure du degré des apports ; création d'un atelier de vinification des vins rouges avec des cuves autovidantes ; encouragement à la plantation de cépages teinturiers (Alicante Henri Bouchet) et améliorateurs (Syrah), par l'attribution de primes. Ces initiatives sont le résultat de la création en 1973 de l’Union des Caves Coopératives du Haut Biterrois, CEPRO (Centre d'Expansion et de Promotion des Vins du Haut Biterrois)

### 1973: Le CEPRO
L'Union coopérative CEPRO a été créée par les caves coopératives de Cazouls-lès-Béziers et de Maureilhan. Celles de Capestang, Lespignan, Maraussan, Montady, Nissan et Poilhes rejoignent le groupe fondateur entre 1977 et 1979. La reconnaissance en tant que «groupement de producteurs» date du 5 juillet 1976.
Le rôle premier de l'Union a été de restructurer le vignoble et de moderniser l'équipement des caves coopératives.
Au cours de la campagne 1984-1985, le CEPRO décide de vendre en commun la totalité des vins produits par ses caves. De 1985 à 1992 la commercialisation permet de consolider le travail entrepris en commun sur tous les secteurs : amélioration du vignoble, vinification, procédures administratives et comptables. Au cours de l'exercice 1992-1993, l'ensemble des caves est fusionné au sein du CEPRO.

### 2001: Les Vignerons du Pays d'Ensérune adhèrent aux Vignobles de Foncalieu

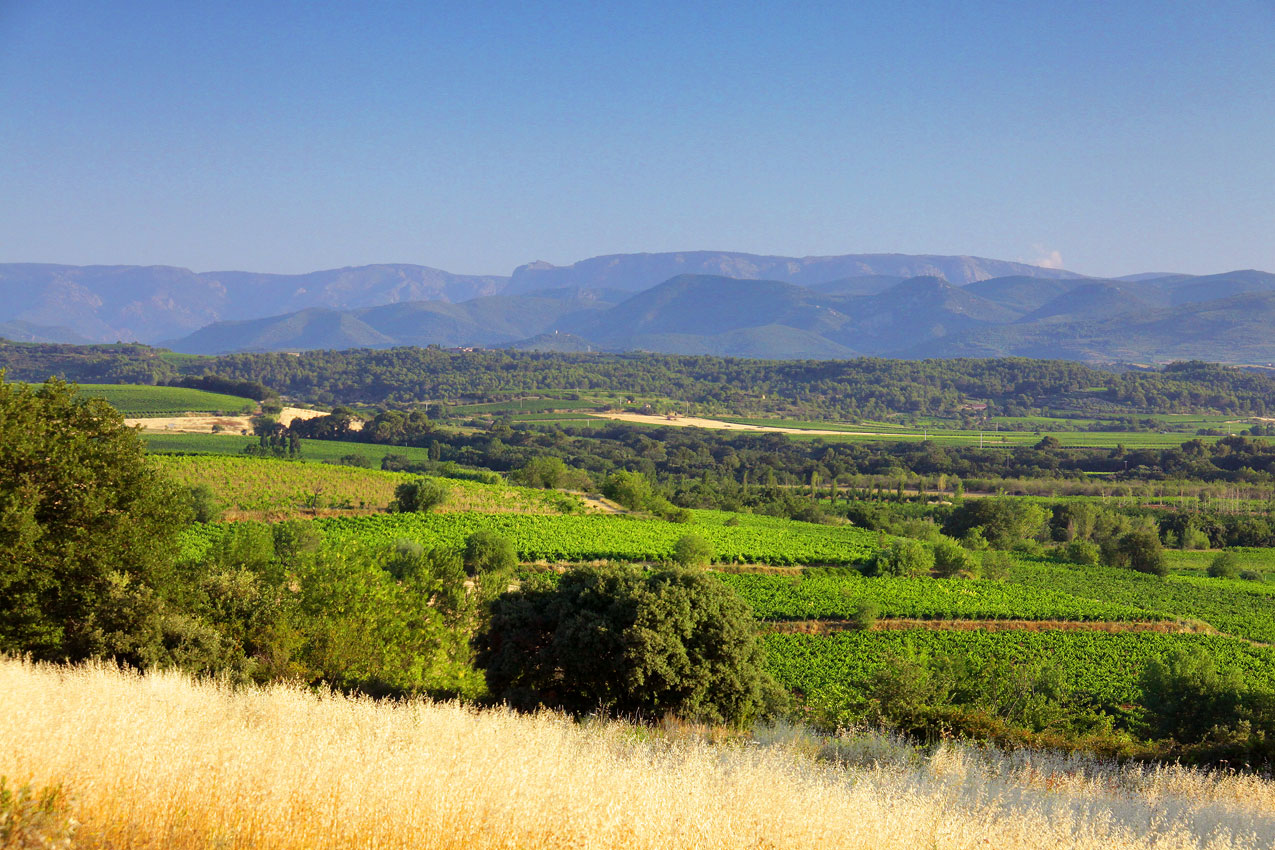
Les vignes de la ville de Cazouls-lès-Béziers

En 1995, les « Vignerons libres » sont devenus les « Vignerons du Pays d’Ensérune » avec l’adhésion de onze villages sur un vignoble de plus de 3 500 hectares : Cazouls-lès-Béziers, Maureilhan, Cazedarnes, Montady, Capestang, Colombiers, Poilhes, Nissan-lez-Ensérune, Lespignan, Puisserguier.
En 2001, les Vignerons du pays d’Ensérune adhèrent à l’Union coopérative des Vignobles de Foncalieu afin de valoriser leur patrimoine viticole. Ils sont associés dans cette démarche à d’autres caves du Grand Sud, des Corbières, du Minervois et des Cotes du Rhône. Les vignobles de Foncalieu sont représentés par 1 200 familles de propriétaires récoltants sur le Grand Sud.
En 2005, la gamme Enséduna est créée.